# بردیا دانشور
بردیا دانشور (زادهٔ ۳۱ خرداد ۱۳۸۵) استاد بزرگ شطرنج و عضو تیم ملی شطرنج ایران می‌باشد، که در سال ۱۴۰۱ قهرمان شطرنج ایران شد. وی در ژوئن ۲۰۲۳، در رده‌بندی فدراسیون جهانی شطرنج در رده چهارم شطرنج‌بازان ایران قرار دارد.
او در اسفند ۱۴۰۱ و از سوی فدراسیون جهانی شطرنج به عنوان استادبزرگ شطرنج معرفی شد، تا بدین ترتیب نوزدهمین فرد ایرانی باشد که به این عنوان دست می‌یابد.
بردیا دانشور، در دور هشتم مسابقات شطرنج قهرمانی آسیا ۱۴۰۴ در امارات متحده عربی با پیروزی مقابل آبیمانیو پورانیک از هند، در بخش انفرادی قهرمان این مسابقات شد و به قهرمانی شطرنج آسیا رسید.‌